# 奥斯卡·奥萨拉
奥斯卡·奥萨拉（芬蘭語：Oskar Osala，1987年12月26日—），芬兰男子冰球运动员，场上位置是前锋。他曾代表芬兰国家队参加2018年冬季奥林匹克运动会冰球比赛，获得第六名。